# Абдулла (король Малайзії)
Абдулла (Аль-Султан Абдулла II Ріаятуддін Аль-Мустафа Білла Шах ібні Султан Ахмад Шах аль-Мустаїн Білла; англ. Al-Sultan Abdullah Ria'yatuddin Al Mustafa Billah Shah ibni Sultan Ahmad Shah al-Musta'in Billah) (нар. 30 липня 1959, Пекан, Паханг, Малайська Федерація) — малайзійський політичний діяч, спортивний функціонер, шостий султан Пахангу (з 15 січня 2019 року), шістнадцятий король (Янг ді-Пертуан Агонг) Малайзії з 31 січня 2019 року по 31 січня 2024 року.

## Біографія
Абдулла народився 30 липня 1959 року в султанаті Паханг, який входив тоді до Малайської Федерації; він був четвертою дитиною в сім'ї (були на той час дві старші сестри і старший брат). Його батько тоді був раджею (спадкоємцем) престолу султанату. У травні 1974 року саме Абдулла, а не його старший брат уже став раджею (за рішенням регентської ради), коли його батько очолив Паханг. Він закінчив Королівську військову академію у Сандхерсті (Велика Британія).

### На чолі султанату
В 2016 році його батько за станом здоров'я став відходити від справ у своєму штаті і Абдулла прийняв кермо влади в своєму штаті. На наступний рік тодішній султан і його батько Ахмад Шах відмовився від посади заступника короля Малайзії. На жаль поліпшення здоров'я у батьків не відбувалося і в середині січня 2019 султан зрікся влади. Абдулла очолив свій штат, за півтора тижні на зборах керівників штатів Малайзії його ще й обрали королем Малайзії.

### На чолі держави
На посаду короля вступив у столиці країни в останній день січня 2019 року. Він має звання маршала Королівських військово-повітряних сил Малайзії, а також в звання фельдмаршала Малайзійської армії і адмірала флоту Королівського військово-морського флоту Малайзії через те, що він Головнокомандувач Збройними Силами Малайзії.

## Громадська діяльність
Абдулла II очолює Азійську трав'яну хокейну федерацію. В 2014—2017 роках очолював Малайзійську федерацію з футболу і є віце-президентом Азійської конфедерації футболу. З 2015 року по 2019 він перебував в раді ФІФА, але після обрання королем залишив його.
Очолює Королівську малайзійську асоціацію поло (RMPA).
З моменту обрання султаном він також є канцлером Технологічного університету MARA (UiTM) і Національного університету оборони Малайзії (UPNM).

## Особисте життя
Султан Абдулла двічі одружений. Першою дружиною його стала сестра султана Джохору Ібрагім Ісмаїла Азіза, на якій він одружився в березні 1986 року. Від першої дружини у нього четверо синів (старший помер при народженні в 1990 році) і дві дочки. Друга дружина з'явилася в 1991 році. Її ім'я — Джике Раїсе, від неї у султана три дочки. Також має прийомного сина — Янг Амато Муліа Тенгку Амір Нассера (нар.. 1986), усиновленого до появи власних дітей, в 1987 році.
Має нагороди Малайзії, Пахангу та Брунею.